# Helmut Cölfen
Helmut Cölfen (* 24. Juli 1965 in Krefeld; † 28. November 2023 in Konstanz) war ein deutscher Chemiker.

## Leben
Helmut Cölfen studierte von 1985 bis 1991 Physikalische Chemie an der Gerhard-Mercator-Universität Duisburg, wo er auch 1993 mit der Dissertation „Analytische Ultrazentrifugation von Gelen“ bei Werner Borchard mit summa cum laude promoviert wurde. 2001 habilitierte er sich bei Markus Antonietti in der Abteilung Kolloidchemie des Max-Planck-Institut für Kolloid- und Grenzflächenforschung mit der Schrift „Biomimetische Mineralisierung mittels hydrophiler Blockcopolymere: Synthese von Hybridkolloiden mit komplexer Form und Wege zu deren Analyse in Lösung“. 2010 wurde er auf den Lehrstuhl für Physikalische Chemie an der Universität Konstanz berufen.
2011 wurde er als Top Chemists of the Past Decade in die Liste der Top 100-Chemiker weltweit aufgenommen. 2013 erhielt er den Akademiepreis der Berlin-Brandenburgischen Akademie der Wissenschaften. 2022 erhielt er den Liesegang-Preis der Kolloid-Gesellschaft für seine Leistungen in der Kolloidwissenschaft. 2019 wurde er zum Honorarprofessor an der Universität für Wissenschaft und Technik Qingdao ernannt.
Hauptforschungsgebiete waren die Polymer- und Kolloidanalyse, Analytische Ultrazentrifugation – Methoden- und Detektorentwicklung, Keimbildung, Nicht-klassische Kristallisation, Funktionelle Polymer-Zusatzstoffe und Biomineralisierung. Er war in mehreren internationalen wissenschaftlichen Gremien engagiert und für Fachzeitschriften wie Current Nanoscience und Chief Crystals tätig. Zudem hatte er weltweit Gastprofessuren und-dozenturen und veröffentlichte über 400 wissenschaftliche Arbeiten. Das Lehrbuch „Mesocrystals and Nonclassical Crystallization“, das er zusammen mit Markus Antonietti, dem Leiter der Abteilung „Kolloidchemie“ am Max-Planck-Institut für Kolloid- und Grenzflächenforschung, verfasst hat, ist ein Standardbuch für die wissenschaftliche Arbeit zum Thema Biomineralien. Bekanntheit erreichte er mit seiner Forschungsgruppe der Uni Konstanz mit der Entwicklung eines selbstheilenden, biologisch abbaubaren Kunststoffs.
Helmut Cölfen starb am 28. November 2023 im Alter von 58 Jahren in Konstanz.